# Chlamisini
Chlamisini là một tông trong phân họ Cryptocephalinae, mặc dù trong quá khứ nó từng được coi là một phân họ riêng biệt với danh pháp Chlamisinae. Tổng cộng 11 chi với khoảng 400 loài hiện tại được xếp trong tông này; với khoảng 80% số loài sinh sống trong khu vực Tân nhiệt đới, phần còn lại phân bố trên mọi châu lục, trừ châu Nam Cực.

## Các chi
Các chi và một số loài được liệt kê ở đây:
- Chlamisus Rafinesque, 1815
  - Chlamisus amyemae Reid, 1991
  - Chlamisus arizonensis Linell, 1898
  - Chlamisus aterrimus Lea, 1904
  - Chlamisus flavidus Karren, 1972
  - Chlamisus foveolatus Knoch, 1801
  - Chlamisus huachucae Schaeffer, 1906
  - Chlamisus maculipes Chevrolat, 1835
  - Chlamisus mimosae Karren, 1989
  - Chlamisus minax Lacordaire
  - Chlamisus nigromaculatus Karren, 1972
  - Chlamisus quadrilobatus Schaeffer, 1926
  - Chlamisus texanus Schaeffer, 1906
- Diplacaspis Jacobson, 1924
  - Diplacaspis prosternalis Schaeffer, 1906
- Exema
- Fulcidax Voet, 1806
  - Fulcidax bacca Kirby, 1818
  - Fulcidax coelestina Lacordaire
  - Fulcidax monstrosa Fabricius, 1798
- Melitochlamys Monrós, 1948
- Neochlamisus – warty leaf beetles (kh. 17 species)
- Pseudochlamys Lacordaire, 1848
  - Pseudochlamys megalostomoides Lacordaire, 1849
  - Pseudochlamys semirufescens Karren, 1972